# ادموند گولدینگ
ادموند گولدینگ (انگلیسی: Edmund Goulding; ۲۰ مارس ۱۸۹۱ – ۲۴ دسامبر ۱۹۵۹) یک کارگردان فیلم و نویسنده اهل بریتانیا بود.

## فیلمشناسی
- پیر دختر
- پرواز شناسایی